# 惠蒂爾 (北卡羅來納州)
惠蒂爾（英語：Whittier）是位於美國北卡羅萊納州傑克遜縣及斯溫縣的普查規定居民點。

## 人口
根據2020年美國人口普查的數據，惠蒂爾的面積為0.48平方千米，皆為陸地。當地共有人口25人，而人口密度為每平方千米52.08人。